# 清集乡
清集乡是中国河南省周口市太康县下辖的一个乡。

## 行政区划
清集乡下辖：清集村、西贾村、东扶村、西扶村、高刘村、李佰实村、范庄村、柳元张村、朗城铺村、张杜村、彭庄村、洪山庙村、二郎庙村、万庄村、衣东村、衣西村、王庄村、将军营村、李兴营村、张子影村、申庄村、东贾村、苇元村、黄口村、黄岗村、李庄村、杨桥村、孙庄村、桂岗村、高桥村、赵楼村、杨庄村、史刘良村、邓于台村、常合营村。